# Transfinitní indukce

Spirála znázorňující všechna ordinální čísla menší než ωω.

Transfinitní indukce je postup důkazu používaný v teorii množin obdobný jako klasická matematická indukce, ale rozšířený z přirozených čísel na ordinální čísla.

## Věty o transfinitní indukci
Přestože princip matematické indukce je uváděn jako součást Peanovy axiomatiky přirozených čísel, je třeba jej v axiomatice teorie množin ZF dokázat jako větu, neboť přirozená čísla v ní nejsou elementární pojem, ale je třeba je zkonstruovat. Stejně tak v případě transfinitní indukce se jedná o věty (i když s poměrně snadným důkazem), které poskytují návod, jak při důkazu postupovat:

### Verze první
Je-li X třída ordinálních čísel, pro kterou platí, že každou svou podmnožinu obsahuje zároveň jako prvek, pak je X shodná s třídou On všech ordinálních čísel.

{\displaystyle (X\subseteq On\land (\forall \alpha \in On)(\alpha \subseteq X\implies \alpha \in X))\implies X=On}

### Verze druhá
Pokud je X třída ordinálních čísel, která obsahuje prázdnou množinu, s každým ordinálem {\displaystyle \alpha \,\!} zároveň ordinál {\displaystyle \alpha +1\,\!} a pro každý limitní ordinál {\displaystyle \alpha \,\!}, který je podmnožinou X platí, že {\displaystyle \alpha \,\!} je zároveň prvkem X, pak tato třída X obsahuje všechna ordinální čísla, tj. X = On

Jinými slovy pokud platí následující čtyři podmínky, pak X = On:
1. {\displaystyle X\subseteq On}
2. {\displaystyle \emptyset \in X}
3. {\displaystyle (\forall \alpha \in On)(\alpha \in X\implies \alpha \cup \{\alpha \}\in X)}
4. pro každý limitní ordinál {\displaystyle \alpha \,\!} platí {\displaystyle \alpha \subseteq X\implies \alpha \in X}

## Příklad použití
Transfinitní indukce se používá při důkazu značného množství vět z ordinální aritmetiky, mimo jiné například při důkazu, že mocnění na ordinálních číslech je rozšířením mocnění na přirozených číslech:

1. {\displaystyle (\forall \alpha ,\beta ,\gamma \in On)(\alpha ^{\beta +\gamma }=\alpha ^{\beta }.\alpha ^{\gamma })}
2. {\displaystyle (\forall \alpha ,\beta ,\gamma \in On)(\alpha ^{\beta .\gamma }=(\alpha ^{\beta })^{\gamma })}

Důsledkem principu transfinitní indukce je princip transfinitní rekurze, tj. možnost jednoznačně definovat zobrazení na ordinálních číslech předpisem, který využívá pro výpočet {\displaystyle \alpha \,\!}-té hodnoty hodnot pro ordinální čísla menší než {\displaystyle \alpha \,\!}. (Je tomu obdobně, jako u běžného aritmetického principu matematické indukce, ze kterého vyplývá možnost používat rekurzi na přirozených číslech.)